# 500 Miles
500 Miles è una canzone scritta da Hedy West nel 1961.
Il brano riprende temi di vecchie canzoni folk statunitensi, che la cantautrice riunì sapientemente in un tema semplice e ripetitivo che conferisce particolare solennità al breve testo che narra di un viaggiatore che si trova a 500 miglia da casa e ad una distanza fatta di uno stato miserevole che il treno verosimilmente non riuscirà a colmare.
Secondo alcuni le origini della canzone vanno ricercate nel brano popolare 900 Miles, a sua volta mutuato dai precedenti Reuben's Train e Train 45.

## Versioni
Il successo della canzone è testimoniato dal gran numero di versioni che si sono succedute negli anni da parte di innumerevoli artisti.
Nel 1961 la popolarità arriva grazie a The Journeyman. Nel 1962 la canzone venne inserita dai The Kingston Trio nell'album live College Concert, quindi il grande successo arrivò subito dopo con Peter, Paul and Mary. Nel 1963 Bobby Bare ne diede una reinterpretazione in chiave country, intitolata 500 Miles Away from Home, che ha influenzato molte delle versioni successive.
Tra gli artisti che ne hanno registrato una versione vi sono anche:  Peter Paul & Mary, The Brothers Four, Joan Baez, Sonny e Cher, Johnny Rivers, Alexander Rybak, Jackie DeShannon, The Seekers, Elvis Presley, The Highwaymen, The Seldom Scene, Nick Cave, Rosanne Cash, Bad Astronaut, Peter and Gordon, Eric Bibb, Reba McEntire, Hootenanny Singers, Gene Vincent, Hoyt Axton, the innocence mission, Takako Matsu, The Persuasions, The Hooters e Justin Timberlake con Carey Mulligan e Stark Sands.

## Versioni in altre lingue
La versione francese di Richard Anthony del 1962, intitolata Et j'entends siffler le train, trasforma il testo in una nostalgica canzone d'amore, ottenendo un grandissimo successo non solo in patria, tanto da originare a sua volta numerose cover dentro e fuori la Francia. Tra queste va segnalata quella di Franco Battiato dall'album Fleurs del 1999, cantata nei concerti anche da Giuni Russo.
L'italiana E il treno va del 1963 è ad opera dello stesso Richard Anthony con il testo tradotto in italiano sulla melodia della sua versione in francese.
In tedesco si contano due versioni, la prima del 1963, Und dein Zug fährt durch die Nacht di Peter Beil, la seconda del 2012, 500 Meilen dei Santiano.
I cechi Waldemar Matuška e Helena Vondráčková nel 1967 ne hanno fatto una versione in ceco, Tisíc mil ("1000 miglia"), in Svezia gli Hootenanny Singers hanno portato al successo Så länge du älskar är du ung ("Finché si ama, si è giovani") nel 1968.
In India la prima versione è Ketiyaba Bejarotedi dell'assamese Jayanta Hazarika, quindi Kumar Sanu e Sadhana Sargam ne hanno cantato una versione in hindi (Jab Koi Baat Bigad Jaay, "Se le cose vanno male") nel 1990 per il film Jurm. In seguito anche il cantante bengali Anjan Dutta ne ha fatto una sua versione intitolata Mr. Hall (1997) in parte in inglese.